# أمينة شينليك أوغلو
أمينة شينليك أوغلو (أمينة شينليك أوغلو أوزكان) (بالتركية: EMINE ŞENLİKOĞLU) (ولدت في عام 1953 في محافظة غيرسون) كاتبة تركية وباحثة. ومشهورة أيضاً بمؤتمراتها وتأليفها للروايات والكتب (الإسلامية) ذات المحتوى الديني.

## السيرة الذاتية
انتقلت أمينة شينليك أوغلو حينما كانت في عمر مبكر للغاية من قرية غيرسون – دارالي – عمبارالان حيث أنهها القرية التي ولدت بها في عام 1953 وانتقلت إلى إسطنبول سوياً مع عائلتها ومن هناك انتقلوا إلى أدابازاري. وبدأت مهنة البحث في أعوام صباها. وأجرت أمينة أبحاثاً عن الديانة المسيحية في المقام الأول والكتاب المقدس. ثم بدأت أمينة في إجراء أبحاثاً عن الدين الإسلامي بشكل مكثف في الأعوام اللاحقة. وأجرت أمينة شينليك أوغلو دراسات وأبحاث عن الفقه الإسلامي والعقيدة حيث أنهما من العلوم الأساسية للإسلام. وقد حوكمت أمينة بسبب (سلب إيمان الشباب من خلال الأسئلة) عن أول كتاب لها حيث أنها قامت بتأليفه في عام 1984. وحُكم عليها بالسجن لمدة عامين ونصف العام. وتزوجت أمينة شينليك أوغلو بالصحفي، والكاتب واللاهوتي رجب أوزكان وأنجبت منه طفلين.

## تعليمها
درست أمينة شينليك أوغلو في الخارج وأنهت تعليمها الإبتدائي والثانوي بمدرسة الإمام الخطيب. وكانت تأخد دروساً خصوصية على يد معلميين خصوصيين آخرين وعلى يد أيضاً زوجها حيث أنه كان لاهوتياً وذلك كان قبل الزواج.

## حياتها العملية
تعمل أمينة شينليك أوغلو في مجلة «الخطاب» كمديرة للنشر العام منذ عام 1985. وكانت تعقد مؤتمرات في بلدان أجنبية وفي مدن مختلفة من تركيا وذلك من حين لآخر.

## كتبها
نشرت أمينة شينليك أوغلو أعمالها من خلال رموز خاصة وفي شكل حلقات مسلسلة.

## السلسلةالأولى، تكون برمز «تذكارات الشباب».[1][2]
•	سلب إيمان الشباب من خلال الأسئلة
•	كيف ضحيتوا بنا
•	مشاعر السجناء
•	هنا السجن
•	ماذا يحدث عند الرجال في الإسلام
•	الخيانة
•	أبحث عن بلدي
•	ماذا نكون في هذا الوطن
•	نافذة روحي
•	مكبل اليدين بسبب قلبي
•	الطرق الباكية
•	يخطأ الناس
•	حديث صحفي من خلال الهاتف
•	قبل طرح سؤال
•	كتاب بدون اسم
•	الندم
•	ماريا
•	الشاب المشنوق

## السلسلةالثانية، تكون برمز «الدعوة إلى الإنسانية».[1][2]
•	وثيقة الإنسانية
•	في مياه قبرص
•	يتيم
•	أنا ضحية من
•	صد الرصاص مرة أخرى
•	مقابلات إذاعية وصحفية
•	مقابلات تلفزيونية
•	صرخات بعيدة
•	آثار الماضي
•	مجرم الغجر والناجون
•	ابنة الإمام المرشد
•	عذاب الصين
•	قمع النساء للنساء
•	فائدة التوبة الأخيرة

## السلسلةالثالثةتكون برمز «قصة الأجيال». الكتب في هذه السلسلة تكمل بعضها البعض.[1][2]
•	قرية سنفور
•	الفتاة الصغيرة
•	الفراشات الصغيرة
•	جرو الثعبان
•	فتاة الثوب الأحمر
•	أطفال للبيع
•	النمل الشجاع
•	أمل الطفلة
•	حلم الطفل
•	حديث العصفور
•	حب الإخوة
•	فيما بعد الزلزال
•	الكلب الباكي
•	عالم علي
•	تقول أمي شيئاً ما للكبار
•	يقول أبي أشياءً ما لكم

## السلسلةالرابعة، تكون برمز «صوت الحب».
•	الورد المسيحي
•	أنفقنا
•	دعوة
•	الاكتئاب
•	المتزوجات الأسيرة
•	هل لا يوجد أي شخص منكم قد عشق؟

## السلسلةالخامسةتكون برمز «سلسلة المعلومات».
•	الدليل: فهم الإسلام بشكل صحيح (المجلد الرابع)

## السلسلةالسادسة: السلسلة البيضاء «برمز عائلة الفتاة الجميلة».
•	هيا بنا نتعرف على عائلة الفتاة الجميلة
•	اعتذار الفتاة الجميلة
•	لا تنتظر الفتاة الجميلة المقابل
•	تطرح الفتاة الجميلة الأسئلة
•	حلم الفتاة الجميلة
•	عائلة الفتاة الجميلة في رحلة ريفية
•	سقوط الفتاة الجميلة في المياه
•	مساعدة عائلة الفتاة الجميلة
•	فقدان الفتاة الجميلة لأشيائها
•	تحطم عائلة الفتاة الجميلة